# Lou Fellingham
Louise 'Lou' Fellingham (5 mei 1974) is een Britse singer-songwriter en gebedsleidster uit Brighton in East Sussex. Ze is een van de oprichters van de Britse band Phatfish en heeft ook een solocarrière opgebouwd. In 2008 won ze een Christian Broadcasting Council (CBC) Award voor haar album Promised Land in de categorie «Best Worship». Ze werkte samen met andere christelijke artiesten zoals Matt Redman, Graham Kendrick, Tim Hughes en Stuart Townend. Ze leidt regelmatig aanbiddingen en treedt op op verschillende locaties over de hele wereld. Een vertolking van Fellingham die de hymne In Christ Alone leidt, is meer dan zes miljoen keer bekeken op YouTube.

## Biografie
Louise (Lou) Fellingham-Hunt groeide op in het dorp Turners Hill in West Sussex, waar ze de Turners Hill Free Church bezocht. In haar tienerjaren, eind jaren 1980 en begin jaren 1990, zong ze in de twee lokale christelijke groepen The Turners Hill Mob en 4th Dimension. Beiden verwierven lokale bekendheid onder de kerken en jeugdgroepen van midden Sussex. In 1998 trouwde ze met Nathan Fellingham, de drummer en een van de oprichters van Phatfish. Samen hebben ze drie kinderen.
Het gezin bezoekt de Church of Christ the King (CCK), waar ze vaak betrokken zijn bij het leiden van erediensten en muzikale projecten. In het bijzonder dient Fellingham de kerk door hun kerkkoor met 50 leden op te leiden en te managen. Nathans vader David Fellingham is sinds 1979 een van de ouderlingen. De kerk is ook de thuisbasis van Stuart Townend, Paul Oakley en andere prominente christelijke figuren. De evangelische kerk is aangesloten bij het neocharismatische kerknetwerk Newfrontiers en bevindt zich in het Clarendon Centre nabij het treinstation van Brighton.

### Professionele achtergrond
Fellingham was de afgelopen 17 jaar de leadzanger van de Britse christelijke band Phatfish, die heeft gespeeld op aanbiddingsconferenties, in concertzalen en op muziekfestivals en door Europa en de rest van de wereld toerde. Ze trad ook op als soliste en aanbiddingsleider en toerde veel door het Verenigd Koninkrijk, Canada en de Verenigde Staten.
De verschillende muziekfestivals en aanbiddingsconferenties waaraan ze heeft deelgenomen, zijn onder meer:
- Stoneleigh Bible Week
- Church of Christ the King
- Newfrontiers
- Mission:Worship Conference
- Greenbelt Festival
- Festival:Manchester
- Newday Youth Festival
- Soul Survivor
- Keswick Convention

- New Wine Christian Festival
- New Word Alive
- Spring Harvest Christian Conference
- Souled Out (Aberdeen)
- Bognor Regis Bible Week
- Christ for the Nations UK
- Worship Together
- Youth Conference (Newfoundland)
- Hope 08

- Hope HIV
- Soul by the Sea
- Newfrontiers Leadership Conference
- Newday Youth Festival
- Woman to Woman Northern Conference
- Together On A Mission Conference
- The Cheltenham Bible Festival
- Worship at the Abbey

- Kingsway Children's Conference
- Radiant Conference
- Big Church Day Out Festival
- Pentecost Festival
- Cheltenham Bible Conference
- Women Walking With God
- Soul Sista
- Together at Westpoint 2011

### Phatfish and Lou Fellingham
Eind 2005 begon Lou Fellingham met het opnemen van haar debuut soloalbum Treasure, dat in januari 2006 uitkwam. Fellingham schreef de meeste nummers op het album, terwijl haar man co-writer was. Het album steeg snel naar de #1-plek en werd via Cross Rhythms het best verkochte album van 2006.
In 2006 en begin 2007, voordat het werk aan het volgende Phatfish studioalbum begon, begon Fellingham met het uitvoeren van nummers van Treasure tijdens een 'Stu and Lou' Tour met Stuart Townend, die hen naar verschillende locaties in het Verenigd Koninkrijk bracht. Toen Guaranteed van Phatfish in juli 2007 werd uitgebracht, ontving het positieve recensies en hoge verkopen op christelijke evenementen. Met het succes van zowel Fellinghams Treasure als Guaranteed van Phatfish, in plaats van aan een officiële Guaranteed-tournee te beginnen, volgde Phatfish met een reeks one-night-shows en een tv-optreden op Premier TV, onder de naam Phatfish and Lou Fellingham.
Begin 2008 gaf de band nog twee Phatfish and Lou Fellingham-concerten in verband met Hope 08. Het eerste evenement was in Brighton, als onderdeel van Soul By The Sea, de tweede in Gloucester op 14 maart. Lou Fellingham leidde de aanbidding tijdens de conferentie van Kingsway's Children's Ministry in januari en de band trad op en leidde de aanbidding in New Word Alive in Wales naast Stuart Townend. In 2008 waren er nog vijf concerten: Keswick, Crawley, NEWI, Danbury en Bognor Regis Bible Week.
Sinds 1994 hadden liveoptredens van Phatfish simpelweg de titel Phatfish, maar vanwege de succesvolle publicaties van Lou Fellinghams debuutalbum, samen met het verschijnen van enkele van haar nummers op de setlijst, werd haar naam in de titel verwerkt als Phatfish and Lou Fellingham. Nathan, Fellinghams echtgenoot, beschreef de regeling tijdens een interview met Adrian Warnock.
Meer recentelijk hebben concerten de titel Phatfish and Lou Fellingham gekregen, met naast oudere nummers ook liedjes uit Lou Fellinghams reeks werken en Phatfishs werken. Phatfish and Lou Fellingham hebben ook Stuart Townend in Cheltenham en Wrexham ondersteund, met minder dynamische verlichting en een meer akoestisch geluid.
Naast andere muzikale projecten blijft Fellingham de eredienst en het koor leiden in haar plaatselijke kerk. Ze is nog steeds een trouw lid van de band Phatfish en ze hebben hun laatste volledige studioalbum In Jesus uitgebracht. Recente optredens op Newday, Souled Out, The Cheltenham Bible Conference, Brighton, Wrexham, Soul By The Sea en Gloucester kregen de naam Phatfish and Lou Fellingham. Phatfish and Lou Fellingham hebben samen met Stuart Townend en Matt Redman in Eastbourne ook de aanbidding geleid op de Mission: Worship-conferentie. Bovendien namen ze deel aan het Mission: Worship-album A New Day Of Worship, dat werd uitgebracht door Kingsway Music/Survivor Records.
Fellingham is terug op het nieuwste Phatfish-album In Jesus, uitgebracht in juni 2009. Ze is het afgelopen jaar blijven optreden tijdens de 'In Jesus'-tournee en heeft vele one-night-evenementen gedaan, waaronder unplugged-concerten, een speciaal evenement in Westminster Abbey en de Premier Radio Woman to Woman Northern-conferentie in Manchester.

### Aanbidding leidend
Sinds hun oprichting en zelfs daarvoor is Phatfish opgeroepen als een aanbiddingsband om anderen te leiden en bij te staan op conferenties en hun plaatselijke kerk. Fellingham bedient haar eigen kerk, de Church of Christ the King, als de directeur van hun 50 leden tellende aanbiddingskoor.
Gedurende 2008 en 2009 heeft Fellingham aanbidding geleid en opgetreden op evenementen zoals Keswick Ministries, New Word Alive, Kingsway Children's Conference, Radiant, Newfrontiers, Newday en andere artiesten, zoals Tim Hughes van Mission: Worship. Ze verscheen op The Big Church Day Out en het Pinksteren Festival met Phatfish. Er waren ook optredens en engagementen die de aanbidding leidden met Matt Redman, Stuart Townend, Martyn Layzell en anderen. De Newfrontiers organiseerden conferenties, Together On A Mission en Newday en verzamelden menigten van wel 6000 mensen. De grootste menigten waren op de Stoneleigh Bible Week, waar in het laatste jaar een recordaantal van 26.000 aanwezigen was.
Fellingham en de band geven praktisch advies over christelijke muziek en leidende aanbidding op hun publicatie Working As A Band (2006) dubbel-cd. Ze leren dit materiaal op aanbiddingsseminars en eendaagse evenementen, evenals op de jaarlijkse Mission: Worship-conferentie in Eastbourne.
Fellingham heeft ook de eredienst geleid op internationale conferenties in Engeland, Schotland en Wales. De band haalde de tweede plaats bij de Christian Web and Blog Awards, bijgewoond door de bisschop van Londen, in de categorie «Most Original Worship Blog/Website». Ze kwamen op de tweede plaats na de overwinning van Tim Hughes en Al Gordon voor hun website aanbiddingcentral.org.

### Samenwerkingen
Sinds de oprichting van Phatfish, reisde Fellingham door het Verenigd Koninkrijk waar ze (samen)werkte met talloze christelijke artiesten en aanbiddingsleiders, naast optredens op verschillende conferenties en evenementen. Met haar break-out solo-zangcarrière is ze betrokken geweest bij verschillende samenwerkingsprojecten met verschillende christelijke evenementen, waaronder aanbiddingsconferenties, leiderschapsconferenties, vrouwenconferenties, muziekfestivals en stadionconcerten, meestal naast de band Phatfish.
In 1991 startte Newfrontiers de Stoneleigh Bible Week in Coventry. Dit waren conferenties waarbij Britse charismaten/herstellers bijeenkwamen om de prediking van verschillende apostolische figuren en internationale sprekers te horen. Op het evenement waren tot 26.000 mensen verzameld van over de hele wereld voor onderwijs en viering. Gedurende deze tijd was Fellingham te zien op de Stoneleigh-opnamen, gepubliceerd door Kingsway Music.
Sinds Stoneleigh wordt Fellingham regelmatig gevraagd om de eredienst te leiden op andere belangrijke christelijke evenementen, waaronder Newday en Spring Harvest. Ze is verschenen op tal van verzamelalbums, waaronder de livealbums van Newfrontiers van Stoneleigh tot het recentere Newday. Fellingham is ook betrokken geweest bij het opleiden van aanbiddingsleiders en zangers via de aanbiddingsschool van de Church of Christ the King.
Ze werkte samen met Mary Mary-zangeres Erica Campbell en gospelzanger Jason Bailley aan het nummer Angels op het gezamenlijke album One Voice, dat in 2009 door Kingsway Music werd uitgebracht. Het album bracht meer dan 200 christelijke artiesten en muzikanten bijeen. De lijst met artiesten leest als een 'wie is wie' van christelijke muziek: Darlene Zschech, Martin Smith, Smokie Norful, Tim Hughes, Israel Houghton, Nu Colors, Kierra Kiki Sheard, Brenton Brown, Warryn Campbell, Tommy Sims, Muyiwa, Mal Pope, Matt Redman, Rance Allen, bisschop John Francis, Tre Sheppard en Noel Robinson.
Het album is het geesteskind van Lawrence Johnson, medeoprichter van London Community Gospel Choir, geïnspireerd nadat hij met afgrijzen naar de verwoesting van de tsunami op tweede kerstdag in 2004 had gekeken. Slechts een paar weken later en met de hulp van Les Moir (Survivor Records), beantwoordden 150 artiesten de oproep en kwamen opdagen in de beroemde Abbey Road Studios in Londen om een reis te beginnen die al vier jaar in de maak was.
One Voice, One Heart is een liefdadigheidssingle die is opgenomen in februari 2005 en met Pasen is uitgebracht om geld in te zamelen voor de overlevenden van de tsunami in Zuidoost-Azië, evenals voor vrouwenconferenties in het Verenigd Koninkrijk, maar haar meest bekeken optredens zijn op de BBC's Songs of Praise.
In 2007 was Fellingham te zien in de Songs of Praise met liedjes als In Christ Alone (een heruitzending van 1 februari 2004), See What A Morning, My Heart Is Filled With Thankfulness, Knowing Your Grace en I Will Say. I Will Say was ook te horen op Spring Harvest albums Shine en Liz Babbs' meditatieve Immerse. Fellinghams versie van In Christ Alone werd in september 2007 gebruikt als achtergrondnummer bij een radioreclamecampagne door Jonathan Gledhill, de bisschop van Lichfield op Beacon Radio, Classic Gold, Signal 1 en Signal 2. Deze versie is ook te vinden op YouTube in verschillende video's die het nummer populair maken.
Drummer Nathan Fellingham was de drijvende kracht achter het album Trinity, uitgebracht in 2006. Het is een compilatie van nummers van vele artiesten, waaronder Phatfish. De liedjes focussen op de trinitaire aard van God.
Ze zijn ook verschenen op evenementen zoals Spring Harvest, Soul Survivor, Keswick Convention, Bognor Regis Bible Week, Radiant, Women Walking With God, Kingsway Children's Ministry, Cheltenham Bible Week, Mission: Worship, Festival Manchester, New Word Alive en Worship Together in de Verenigde Staten en Canada.
Stuart Townend was bij enkele van de opnamen aanwezig, hoewel Lou Fellingham in 2005 haar In Christ Alone uitvoerde toen het op de lijst van de "10 meest populaire hymnen in Groot-Brittannië" stond.

### Individuele samenwerkingen
- Matt Redman
- Tim Hughes
- Graham Kendrick
- Simon Brading
- Stuart Townend
- Brian Houston
- Aaron Keyes

- Evan Rogers
- Andreana Argana
- Mark Edwards
- Cathy Burton
- Yfriday
- Martyn Layzell
- Erica Campbell

- Jason Bailley
- Liz Babbs
- Kate Simmonds
- Gary Sadler
- Kingsway Music
- Busbee

## Albumpublicaties
Of ze nu frontman is van de band Phatfish of optreedt als soloartiest, Fellingham wordt beschreven als een van de meest onderscheidende stemmen in de christelijke muziek. Fellingham heeft verklaard dat het haar hart is om de liefde van God door middel van liedjes over te brengen. Haar verlangen is om de waarheid te uiten, de kerk te voeden en openbaring van God te brengen door middel van haar zang en songwriting.
Haar eerste solo-publicatie Treasure plaatste zich op #1 en werd via Cross Rhythms het best verkochte album van 2006. Haar tweede publicatie Promised Land ontving de Gold Award van de Christian Broadcasting Council, die het album erkende als het «Worship Album van 2008».
In mei 2010 werd Fellinghams derde soloalbum Step Into the Light uitgebracht. Een speciaal presentatiefeest en concert werd gehouden op 24 mei 2010 in de Komedia in Brighton. Het concert was uitverkocht.

### Treasure
In 2006 werd Fellinghams eerste soloalbum Treasure uitgebracht. Fellingham schreef de meeste nummers op het album, terwijl haar man co-writer was. Het project werd uitgegeven door Kingsway Music en geproduceerd door Michael Busbee, een Amerikaanse songwriter die professioneel bekend staat als Busbee. Het album is opgenomen in Los Angeles.
Het nummer Hard Pressed werd uitgebracht als een radio-single en werd uitgezonden in de Verenigde Staten en op online christelijke radiostations. Het album was Cross Rhythms' best verkochte album voor 2006 en kreeg een positieve recensie van Tony Cummings van Cross Rhythms, verwijzend naar Fellingham als een van de beste aanbiddingsleiders in de kerk van vandaag.
Na het succes van Treasure werkte Fellingham samen met Stuart Townend voor een 'Stu and Lou'-tournee met Phatfish. De tournee bracht hen naar verschillende plaatsen in het Verenigd Koninkrijk met Fellingham die nummers van Treasure uitvoerde, terwijl Stuart geselecteerde nummers van zijn album Monument to Mercy uitvoerde.

### Promised Land
Fellingham bracht in mei 2008 haar tweede soloalbum Promised Land uit. Busbee produceerde het album en hielp mee met het schrijven van de nummers, waarvan er 13 gedurende drie dagen in Brighton werden geschreven. Terwijl Fellinghams eerste album Treasure wordt beschreven als een erg pastoraal album, beschouwt Fellingham Promised Land als meer evangeliserend, door te zeggen: Het spreekt over Gods volk, de reis die we maken, de kracht van het evangelie en onze toekomst met Jezus in de hemel.
Een exclusieve lanceringsavond in het Clarendon Center was gepland met slechts 150 tickets, waar Fellingham, gesteund door Phatfish, elk nummer van haar nieuwe album uitvoerde en vertelde over de inspiratie die erachter schuilging. Er verscheen een artikel op de Cross Rhythms-website met vergelijkbare inhoud van Fellingham over de nummers van het album.
Het album kreeg een positieve recensie van Tony Cummings van Cross Rhythms en noemde het Fellinghams beste werk tot nu toe. In 2008 ontving het album een gouden onderscheiding van de Christian Broadcasting Council in de categorie «Best Christian Worship Music Album».

### Step Into the Light
Begin 2010 ontmoette Fellingham de christelijke songwriter en muzikant Gary Sadler, die Ancient of Days schreef om nieuw materiaal te schrijven voor haar derde album Step Into The Light. Het werd uitgebracht in mei 2010 en werd gepresenteert tijdens een speciaal concert in de Komedia in Brighton. Het concert was uitverkocht.
Het album bevat een nieuwe versie van de hymne To God Be the Glory van Fanny Crosby. Uitgegeven door Kingsway Music en geproduceerd door toetsenist Mark Edwards, bevat het album verschillende personen die hebben samengewerkt met zeer succesvolle muzikale artiesten.
- Troy Miller (drums) - drummer van Amy Winehouse
- Stu G (leadgitaar) - leadgitarist, achtergrondzanger en songwriter voor de rockband Delirious?
- Lawrence Johnson (achtergrondzang) - koorarrangement voor het Echo-album van Leona Lewis, uitgebracht in 2009
- LaDonna Harley-Peters (achtergrondzang) - achtergrondzang voor Corinne Bailey Rae

### Made For You (Live)
In april 2019 werd Made For You (Live) uitgebracht.

## Discografie
| Lou Fellingham discografie          | Lou Fellingham discografie                                  | Lou Fellingham discografie | Lou Fellingham discografie |
| Jaar                                | Titel                                                       | Label                      | Type                       |
| ----------------------------------- | ----------------------------------------------------------- | -------------------------- | -------------------------- |
| 2006                                | Treasure                                                    | Kingsway Music             | Studio                     |
| 2008                                | Promised Land                                               | Kingsway Music             | Studio                     |
| 2010                                | Step Into The Light                                         | Kingsway Music             | Studio                     |
| 2012                                | Best of Lou Fellingham Live                                 | Kingsway Music             | Live                       |
| 2014                                | Fascinate                                                   | Integrity Music            | Studio                     |
| 2017                                | This Changes Everything                                     | Integrity Music            | Studio                     |
| 2018                                | Lou Fellingham Ultimate Collection                          | Integrity Music            | Compilatie                 |
| 2019                                | Made For You                                                | Integrity Music            | Studio                     |
| Phatfish discografie                |                                                             |                            |                            |
| Jaar                                | Titel                                                       | Label                      | Type                       |
| 1994                                | Purple Phatfish                                             |                            |                            |
| 1995                                | River of Life                                               |                            |                            |
| 1996                                | Neworldisorder                                              |                            |                            |
| 1997                                | We Know the Story                                           |                            |                            |
| 1999                                | Purple Through the Fishtank                                 | Pamplin Records            |                            |
| 2000                                | An Audience with God                                        |                            |                            |
| 2001                                | Heavenbound                                                 | Authentic Media            |                            |
| 2002                                | Hope - Unplugged Live                                       |                            |                            |
| 2003                                | Nothing But The Truth                                       |                            |                            |
| 2004                                | Faithful: The Worship Songs                                 |                            |                            |
| 2006                                | Trinity                                                     |                            |                            |
| 2006                                | Working As A Band                                           |                            |                            |
| 2006                                | There Is A Day - The Video Collection                       |                            |                            |
| 2007                                | Guaranteed                                                  |                            |                            |
| 2008                                | 15 (The Anniversary Collection)                             |                            |                            |
| 2009                                | In Jesus                                                    |                            |                            |
| 2011                                | Higher                                                      |                            |                            |
| 2014                                | Phatfish Live                                               |                            |                            |
| Bijdragen aan live-opnamen          |                                                             |                            |                            |
| Jaar                                | Titel/Artiest                                               | Label                      | Type                       |
| 2002                                | Soul Survivor - Glimpses Of Glory                           |                            |                            |
| 2002                                | Newfrontiers - Live 2002                                    | Kingsway Music             |                            |
| 2003                                | Newfrontiers - Does The Future Have A Church?               |                            |                            |
| 2003                                | Soul Survivor - Anthem Of The Free                          |                            |                            |
| 2003                                | Spring Harvest - Live Worship 2003                          |                            |                            |
| 2004                                | Newfrontiers - The Passion Of God's Son                     |                            |                            |
| 2004                                | Newday - A Generation Is Emerging                           | Survivor Records           |                            |
| 2004                                | Soul Survivor - Dancing Generation                          |                            |                            |
| 2005                                | Live 2005                                                   |                            |                            |
| 2005                                | Soul Sista                                                  | Survivor Records           |                            |
| 2005                                | Newfrontiers - The Power Of The Cross                       |                            |                            |
| 2005                                | Newday - You Reign                                          |                            |                            |
| 2006                                | Live 2006                                                   |                            |                            |
| 2006                                | Newfrontiers - Praise Is Rising                             |                            |                            |
| 2006                                | Newday - Shout From The Roof                                |                            |                            |
| 2006                                | Enter In: The Lost UK Worship Sessions                      |                            |                            |
| 2007                                | The Best Live Worship Songs... Ever                         | Kingsway Music             |                            |
| 2007                                | Live 2007                                                   |                            |                            |
| 2007                                | Just One Touch From The King                                | Kingsway Music             |                            |
| 2007                                | Newfrontiers - Amazing God                                  |                            |                            |
| 2007                                | Newday - Let The Rain Come                                  |                            |                            |
| 2007                                | Unshackled! Living In Outrageous Grace                      |                            |                            |
| 2008                                | Live 2008                                                   | Kingsway Music             |                            |
| 2008                                | The Voice Of Hope                                           | Kingsway Music             |                            |
| 2008                                | Keswick - Live                                              | Elevation Music            |                            |
| 2009                                | Live 2009                                                   | Kingsway Music             |                            |
| 2009                                | Mission:Worship - Revive                                    | Kingsway Music             |                            |
| 2008                                | Newday - The Sound Of A New Generation                      | Survivor Records           |                            |
| 2008                                | Newfrontiers Live - Salvation's Song                        | Kingsway Music             |                            |
| 2008                                | Newday Live - This Is Life                                  | Survivor Records           |                            |
| Album samenwerkingen en compilaties |                                                             |                            |                            |
| Jaar                                | Titel/Artiest                                               | Label                      | Type                       |
| 2002                                | Where Angels Fear To Tread by Matt Redman                   |                            |                            |
| 2005                                | One Voice One Heart                                         |                            |                            |
| 2006                                | Monument To Mercy by Stuart Townend                         |                            |                            |
| 2007                                | Mission:Worship - Hymns                                     | Kingsway Music             |                            |
| 2007                                | Worship At The Abbey                                        | Star Song Music            |                            |
| 2007                                | A Woman's Worship - 30 Songs Of Worship                     | Kingsway Music             |                            |
| 2007                                | Best Worship Songs... Ever!                                 | Worship Together           |                            |
| 2007                                | More... Best Worship Songs Ever!                            | Kingsway Music             |                            |
| 2007                                | The Best New Worship Songs... Ever!                         | Kingsway Music             |                            |
| 2007                                | The Best Of Stuart Townend Live                             |                            |                            |
| 2008                                | 50 Worship Anthems                                          | Star Song Music            |                            |
| 2008                                | Mission:Worship - A New Day Of Worship                      | Kingsway Music             |                            |
| 2008                                | The Best Modern Hymns... Ever!                              | Kingsway Music             |                            |
| 2008                                | Just Worship                                                | Kingsway Music             |                            |
| 2008                                | Love Mercy - Songs of Worship and Justice                   | Kingsway Music             |                            |
| 2008                                | Heart of Worship                                            | Kingsway Music             |                            |
| 2008                                | Tune Into Worship                                           | Kingsway Music             |                            |
| 2008                                | Radiant - 50 Worship Songs by Women for Women               | Kingsway Music             |                            |
| 2008                                | The Veil Torn                                               | Kingsway Music             |                            |
| 2008                                | Hymns Past & Present                                        | Kingsway Music             |                            |
| 2008                                | Love Songs from Heaven...The Worship Songs of Noel Richards | Kingsway Music             |                            |
| 2008                                | 100% Worship                                                |                            |                            |
| 2008                                | Kingsway New Songs 08/09                                    | Kingsway Music             |                            |
| 2008                                | Mark Edwards - Hymn To Grace                                | Kingsway Music             |                            |

## Als songwriter
- All I Have And All I Am (Build This House)
- Amazing Love
- Believe The Truth (Spinning)
- Come Let Us Enter
- Coming Home
- God Immortal Invisible
- God Of Earth And Sky (In You)
- God Of Mercy (Prayer Song)
- Holy Ground
- I Am Hard Pressed (Hard Pressed)
- I Am Yours
- I Will Say (You Give Rest To The Weary)
- O God Of Love (How Good It Is)
- On Eagle's Wings
- Once I Was Dead To You (Promised Land)
- River Of Life
- Second Best
- Sing To The Lord
- Stepping Out
- There's A Sound That Comes From Heaven (Restoration Song)
- We Believe You're A God (Breathe)
- We Have This Treasure (Treasure)
- Who Could Understand (Christ Crucified)
- Worship The Lord
- Your Love